# Sydney van den Bosch
Sydney van den Bosch Születési nevén: Van den Bosch Sydney Alexandra Viktória.  (Amszterdam, 1995. december 7. –) magyar modell, szépségkirálynő. A 2014-es Miss Earth Hungary győztese. 

## Élete
Édesapja holland, édesanyja magyar.
2013-ban szerepelt a TV2-es szépségkirálynő választáson, ahol a döntőbe jutott. 2014-ben az M1-es Magyarország szépe versenyen vett részt, ahol II. udvarhölgynek koronázták meg. A verseny után felkérték arra, hogy képviselje hazánkat a Miss Earth szépségversenyen. Bár nem jutott be az első 16 közé, de a közönségszavazáson a harmadik legszebb lány lett.
A Farm VIP első évadának versenyzője volt. 2021-től a Szerencsekerék szerencselánya lett. 2022-ben szerepelt a Hal a tortán című műsorban édesapjával. 2023-ban szerepelt az Ütős ötös című műsorban édesanyjával és Nagymamájával. 2023 őszén szerepelt a Dancing with the Stars műsorában. 2025-ben szerepelt a Nagy Duett című műsorban Pető Brúnó oldalán.

## Televíziós szereplései
- Farm VIP (2020)
- Szerencsekerék (2021–2024)
- Hal a tortán (2022)
- Dancing with the Stars (2023)
- Sztárok a reptéren (2024)
- Password – A jelszó (2025)
- A Nagy Duett (2025)

## Magánélete
2014 és 2016 között Baronits Gábor színésszel járt. 2017 és 2023 között kapcsolatban élt Egerszegi Tamás labdarúgóval. 2024-ben összeházasodott Kaszás Benjamin teniszezővel. 